# Straume (Vestland)
Ne doit pas être confondu avec Straume.
Straume est un village du Vestland en Norvège situé sur l’île de Litlesotra.